# Deutsche Leichtathletik-Meisterschaften 1957
Die 57. Deutschen Leichtathletik-Meisterschaften wurden vom 16. bis 18. August 1957 in Düsseldorf im Rheinstadion ausgetragen. Auch der Marathonlauf wurde in den Straßen Düsseldorfs durchgeführt.

## Wettbewerbe
Erstmals gab es auch einen Waldlauf für die Frauen mit Einzel- und Teamwertung. Nur die Streckenlänge war kürzer als bei den Männern.

## Austragungsorte
Wie in den Jahren zuvor wurden weitere Meisterschafts-Titel an verschiedenen anderen Orten vergeben:
- Waldläufe – Erpel, 21. April mit Einzel- / Mannschaftswertungen auf jeweils einer Streckenlänge für Frauen und Männer
- Mehrkämpfe (Frauen: Fünfkampf) / (Männer: Fünf- und Zehnkampf) – Oberhausen, 27./28. Juli mit Einzelwertungen
- 50-km-Gehen (Männer) – Stuttgart, 6. Oktober mit Einzel- und Mannschaftswertung

## Rekorde
Über 4 × 100 Meter egalisierte der ASV Köln den deutschen Rekord für Vereinsstaffeln (DRVe) in der Besetzung Peter Oertel, Martin Lauer, Robert Pfeil, Manfred Germar mit 40,6 s.

## Ergebnisübersichten
Die folgenden Übersichten fassen die Medaillengewinner und -gewinnerinnen zusammen. Eine ausführlichere Übersicht mit den jeweils ersten sechs in den einzelnen Disziplinen findet sich unter dem Link Deutsche Leichtathletik-Meisterschaften 1957/Resultate.

### Medaillengewinner Männer
| Disziplin                                   | Gold                                                                  | Leistung             | Silber                                                                    | Leistung               | Bronze                                                                                      | Leistung              |
| ------------------------------------------- | --------------------------------------------------------------------- | -------------------- | ------------------------------------------------------------------------- | ---------------------- | ------------------------------------------------------------------------------------------- | --------------------- |
| 100 m                                       | Manfred Germar (ASV Köln)                                             | 10,3 s0000           | Armin Hary (1. FC Saarbrücken)                                            | 10,5 s00               | Leonard Pohl (TSV Pfungstadt)                                                               | 10,6 s00              |
| 200 m                                       | Manfred Germar (ASV Köln)                                             | 21,3 s0000           | Carl Kaufmann (Karlsruher SC)                                             | 21,5 s00               | Leonhard Pohl (TSV Pfungstadt)                                                              | 21,5 s00              |
| 400 m                                       | Jürgen Kühl (SuS Bergedorf)                                           | 47,4 s0000           | Karl-Friedrich Haas (1. FC Nürnberg)                                      | 47,4 s00               | Manfred Poerschke (OSV Hörde)                                                               | 47,6 s00              |
| 800 m                                       | Paul Schmidt (OSV Hörde)                                              | 1:49,5 min00         | Edmund Brenner (Stuttgarter Kickers)                                      | 1:49,8 min             | Herbert Missalla (TSV Bayer 04 Leverkusen)                                                  | 1:50,6 min            |
| 1500 m                                      | Olaf Lawrenz (Berliner SC)                                            | 3:48,8 min00         | Werner Lueg (Barmer TV 1846 Wuppertal)                                    | 3:50,3 min             | Günter Dohrow (SCC Berlin)                                                                  | 3:51,2 min            |
| 5000 m                                      | Heinz Laufer (SpVgg. Feuerbach)                                       | 14:19,0 min00        | Alfred Kleefeldt (TSV Wendlingen)                                         | 14:21,6 min            | Wilhelm Schmidt (Werder Bremen)                                                             | 14:22,4 min           |
| 10.000 m                                    | Walter Konrad (TSV 1860 München)                                      | 29:50,4 min00        | Herbert Schade (Solinger LC)                                              | 29:56,0 min            | Karl-Heinz Paetow (Hamburger SV)                                                            | 31:22,2 min           |
| Marathon                                    | Gustav Disse (SC Dahlhausen)                                          | 2:31:08,8 h0000      | Fritz Schöning (TUSEM Essen)                                              | 2:33:43,2 h00          | Wilfried Irmen (Eintracht Duisburg)                                                         | 2:36:42,4 h00         |
| Marathon, Mannschaftswertung                | TUSEM EssenFritz Schöning Werner Schnepp August Blumensaat            | 7:51:26,6 h0000      | SC DahlhausenGustav Disse Walter Ruttloh August Ruttloh                   | 7:53:35 h00            | ASV KölnHugo Lipper Günther Hahn Pritz                                                      | 8:21:51 h00           |
| 110 m Hürden                                | Martin Lauer (ASV Köln)                                               | 14,2 s0000           | Bert Steines (TuS Rot-Weiß Koblenz)                                       | 14,5 s00               | Herbert Stürmer (1. FC Nürnberg)                                                            | 14,6 s00              |
| 200 m Hürden                                | Martin Lauer (ASV Köln)                                               | 23,5 s0000           | Bert Steines (TuS Rot-Weiß Koblenz)                                       | 24,1 s00               | Herbert Stürmer (1. FC Nürnberg)                                                            | 24,4 s00              |
| 400 m Hürden                                | Helmut Janz (Rot-Weiß Oberhausen)                                     | 52,3 s0000           | Wolfgang Fischer (SpVgg. Feuerbach)                                       | 52,5 s00               | Helmut Joho (USC Freiburg)                                                                  | 53,9 s00              |
| 3000 m Hindernis                            | Heinz Laufer (SpVgg. Feuerbach)                                       | 8:55,2 min00         | Hans Hüneke (VfL Wolfsburg)                                               | 8:56,8 min             | Helmut Thumm (TSV Bernhausen)                                                               | 8:57,6 min            |
| 4 × 100 m Staffel                           | ASV KölnPeter Oertel Martin Lauer Robert Pfeil Manfred Germar         | 40,6 s DRVe          | Karlsruher SCLothar Knörzer Carl Kaufmann Heinz Fütterer Hans-Peter Meyer | 40,9 s00               | TSV Bayer 04 LeverkusenKarl-Heinz Naujoks Karl-Friedrich Schröder Adolf Kluck Horst Poehler | 41,2 s00              |
| 4 × 400 m Staffel                           | OSV HördeUdo Waldheim Walter Oberste Albert Radusch Manfred Poerschke | 3:11,8 min00         | SuS BergedorfRainald Bohnhoff Weiß Claus Beissner Jürgen Kühl             | 3:14,9 min             | LAV MendenBreer Köppe Ritter Wallenwein                                                     | 3:16,8 min            |
| 3 × 1000 m Staffel                          | Berliner SCHerbert Stichnote Klaus Ostach Olaf Lawrenz                | 7:28,0 min00         | Barmer TV 1846 WuppertalHans Emde Friedrich Stracke Werner Lueg           | 7:29,2 min             | TSV Bayer 04 LeverkusenJosef John Dieter Emmerich Herbert Missalla                          | 7:29,4 min            |
| 20-km-Gehen                                 | Fritz Seiler (Meidericher SV)                                         | 1:37:43,6 h0000      | Erich Hesmer (Grün-Weiß Essen)                                            | 1:37:54,0 h00          | Horst Thomanske (Eintracht Braunschweig)                                                    | 1:37:55,6 h00         |
| 20-km-Gehen, Mannschaftswertung             | Eintracht BraunschweigHorst Thomanske Viktor Siuda Walter Stoltz      | 5:05:04,4 h0000      | Grün-Weiß EssenErich Hesmer Alfred Fattmann Klinger                       | 5:09:13,6 h00          | Hamburger SVClaus Biethan Horst Gerdau Claus Bartels                                        | 5:10:34,0 h00         |
| 50-km-Gehen                                 | Claus Biethan (Hamburger SV)                                          | 4:27:48,6 h0000      | Viktor Siuda (Eintracht Braunschweig)                                     | 4:42:04,4 h00          | Emil Griem (Hamburger SV)                                                                   | 4:49:46,0 h00         |
| 50-km-Gehen, Mannschaftswertung             | Hamburger SVClaus Biethan Emil Griem Claus Bartels                    | 14:19:43,4 h0000     | Eintracht BraunschweigViktor Siuda Horst Thomanske Walter Stoltz          | 14:32:00,2 h00         | TSV Allianz StuttgartRobert Kübler Erwin Pompe Schneider                                    | 15:52:24,000          |
| Hochsprung                                  | Theo Püll (LG 1947 Viersen)                                           | 1,96 m               | Werner Bähr (VfL Wolfsburg)                                               | 1,96 m                 | Dieter Krake (VfL Wolfsburg) / Jürgen Haßmann (ASV Köln)                                    | 1,80 m                |
| Stabhochsprung                              | Willi Reißmann (TV Fürth 1860)                                        | 4,10 m               | Horst Drumm (TuS Rot-Weiß Koblenz)                                        | 4,10 m                 | Rudolf Zech (1. FC Nürnberg)                                                                | 4,00 m                |
| Weitsprung                                  | Manfred Molzberger (Olympia Oberberg)                                 | 7,62 m               | Reinhold Döll (VfB Friedberg)                                             | 7,35 m                 | Dietrich Richter (TG Schwenningen)                                                          | 7,30 m                |
| Dreisprung                                  | Robert Wiener (DJK Schweinfurt)                                       | 14,91 m              | Hermann Strauß (TG Kitzingen)                                             | 14,54 m                | Erich Bremicker (SV Phönix Ludwigshafen)                                                    | 14,12 m               |
| Kugelstoßen                                 | Hermann Lingnau (Hannover 96)                                         | 17,05 m              | Dietrich Urbach (TSV 1860 München)                                        | 16,61 m                | Helmut Diehl (TSV 1860 München)                                                             | 15,95 m               |
| Diskuswurf                                  | Martin Bührle (USC Heidelberg)                                        | 49,65 m              | Otto Koppenhöfer (TG Heilbronn)                                           | 48,99 m                | Josef Klik (TuS Fritzlar)                                                                   | 48,52 m               |
| Hammerwurf                                  | Hugo Ziermann (PSV Grünweiß Frankfurt)                                | 57,00 m              | Karl Storch (Borussia Fulda)                                              | 55,25 m                | Siegfried Lorenz (TV Lüdenscheid)                                                           | 54,81 m               |
| Speerwurf                                   | Heinrich Will (Rendsburger TSV)                                       | 76,75 m              | Gerhard Keller (TSV Süßen)                                                | 74,70 m                | Emil Sick (Stuttgarter Kickers)                                                             | 72,07 m               |
| Fünfkampf, 1952er W. 2. Zeile: 1985er Wert. | Manfred Heide (TSV Neustadt/Rbg.)                                     | 3188 P (3552 P)      | Rudolf Grünewald (TV Lampertheim)                                         | 2992 P (3369 P)        | Dieter Koloska (MTV Gießen)                                                                 | 2905 P (3355 P)       |
| Zehnkampf, 1952er W. 2. Zeile: 1985er Wert. | Dieter Möhring (VfL Wolfsburg)                                        | 6727 P (6906 P)      | Erwin Meister (TSV 1860 München)                                          | 5997 P (6409 P)        | Lutz Reinhardt (SV Darmstadt 98)                                                            | 5418 P (6038 P)       |
| Waldlauf – 7400 m                           | Walter Konrad (TSV 1860 München)                                      | 22:49,8 min00        | Xaver Höger (TV Grönenbach)                                               | 22:56,4 min            | Hans Hüneke (VfL Wolfsburg)                                                                 | 23:37,6 min           |
| Waldlauf, Mannschaftswertung                | SC DahlhausenGustav Disse Heinz Betting Heinz Korte                   | 13 P (Plätze 4/7/13) | SCC BerlinGünter Dohrow Gideon Papke Hermann Brecht                       | 21 P (Plätze 10/12/14) | VfL WolfsburgHans Hüneke Fritz Böschen Karl-Heinz Flamm                                     | 29 P (Plätze 3/19/24) |

### Medaillengewinnerinnen Frauen
| Disziplin                    | Gold                                                                              | Leistung             | Silber                                                                                               | Leistung              | Bronze                                                                      | Leistung               |
| ---------------------------- | --------------------------------------------------------------------------------- | -------------------- | --- | --------------------- | --------------------------------------------------------------------------- | ---------------------- |
| 100 m                        | Brunhilde Hendrix (1. FC Nürnberg)                                                | 12,0 s00             | Christiane Voß (VfB Friedrichshafen)                                                                 | 12,1 s00              | Inge Fuhrmann (SCC Berlin)                                                  | 12,2 s00               |
| 200 m                        | Inge Fuhrmann (SCC Berlin)                                                        | 24,6 s00             | Christiane Voß (VfB Friedrichshafen)                                                                 | 24,8 s00              | Edeltraud Eiberle (TG Trossingen)                                           | 25,0 s00               |
| 800 m                        | Ariane Döser (SSV Reutlingen 05)                                                  | 2:12,5 min           | Margarete Buscher (Eintracht Nordhorn)                                                               | 2:13,6 min            | Edith Schiller (ASV Köln)                                                   | 2:14,0 min             |
| 80 m Hürden                  | Erika Fisch (Hannover 96)                                                         | 11,3 s00             | Zenta Kopp geb. Gastl (TSV 1860 München)                                                             | 11,3 s00              | Edeltraud Eiberle (TG Trossingen)                                           | 11,5 s00               |
| 4 × 100 m Staffel            | 1. FC NürnbergMarika Otting Anneliese Seonbuchner Brunhilde Hendrix Barbara Ebert | 47,1 s00             | OSV HördeMargret Hlubek Charlotte Schmidt geb. Böhmer Renate Vetter geb. Nitschke Christel Schneider | 47,8 s00              | Wuppertaler SVIlse Jäger Maren Collin Marlene Nix Maria Jeibmann geb. Arenz | 48,4 s00               |
| Hochsprung                   | Inge Kilian (Eintracht Braunschweig)                                              | 1,61 m               | Marlene Matthei (ASV Köln)                                                                           | 1,58 m                | Ilia Hans (SpVgg Bissingen)                                                 | 1,55 m                 |
| Weitsprung                   | Helga Hoffmann (ATSV Saarbrücken)                                                 | 5,91 m               | Anneliese Seonbuchner (1. FC Nürnberg)                                                               | 5,89 m                | Renate Junker (Rheydter TV 1847)                                            | 5,78 m                 |
| Kugelstoßen                  | Marianne Werner geb. Schulze-Entrup (SC Greven 09)                                | 15,24 m              | Mathilde Hartl (TV Mallersdorf)                                                                      | 14,09 m               | Hannelore Klute (Turnerschaft Göppingen)                                    | 13,78 m                |
| Diskuswurf                   | Anne-Chatrine Lafrenz (Gut-Heil Lübeck 1876)                                      | 48,84 m              | Gudrun Kapolke (Hamburger SV)                                                                        | 46,63 m               | Karen Sonneck geb. Uthke (VfL Osnabrück)                                    | 46,14 m                |
| Speerwurf                    | Almut Brömmel (TSV 1860 München)                                                  | 50,23 m              | Renate Dannenfeld (Teutonia Uelzen)                                                                  | 45,37 m               | Christa Dieckvoß (Ratzeburger SV)                                           | 44,63 m                |
| Fünfkampf, 1955er W.         | Edeltraud Eiberle (TG Trossingen)                                                 | 4508 P               | Christa Büchner (TSV Bayer 04 Leverkusen)                                                            | 4331 P                | Anneliese Seonbuchner (1. FC Nürnberg)                                      | 4289 P                 |
| Waldlauf – 1000 m            | Edith Schiller (ASV Köln)                                                         | 3:05,6 min           | Ariane Döser (SSV Reutlingen)                                                                        | 3:? min               | Margarete Buscher (LC Nordhorn)                                             | 3:10,0 min             |
| Waldlauf, Mannschaftswertung | OSC BerlinKarin Mann Karen Wolf Tietz                                             | 9 P (Plätze 8/10/11) | Post-SG MannheimRosemarie Nitsch Hannelore Dörr Marlene Orth                                         | 16 P (Plätze 6/17/24) | Harburger TB 1865Helm Wischmann Schölermann                                 | 20 P (Plätze 15/19/23) |

## Video
- Video Neue Deutsche Wochenschau 1957 mit Ausschnitten der Deutschen Leichtathletik-Meisterschaften 1957 in Düsseldorf, Bereich: 7:39 min bis 9:58 min aus dem Filmothek-Bundesarchiv, abgerufen am 2. April 2021